# Agence nationale pour la promotion des investissements
L'Agence nationale pour la promotion des investissements (ANAPI) est un organisme publicde la république démocratique du Congo (RDC) chargé de promouvoir et de faciliter les investissements nationaux et étrangers dans le pays. Placée sous la tutelle du ministère chargé des investissements, l’ANAPI joue un rôle clé dans l’amélioration du climat des affaires, l’accompagnement des investisseurs et la mise en œuvre des réformes économiques visant à attirer les capitaux privés.

## Historique
L’ANAPI a été créée dans le cadre des réformes économiques engagées par le gouvernement congolais pour encourager l’investissement privé et favoriser le développement économique du pays. La République Démocratique du Congo, riche en ressources naturelles, présente un potentiel économique considérable, mais a longtemps souffert d’un environnement des affaires complexe marqué par des défis administratifs, juridiques et sécuritaires,,.
Face à ces défis, le gouvernement a mis en place l’ANAPI pour structurer et dynamiser l’attraction des investissements en mettant en avant les opportunités économiques du pays et en facilitant les démarches administratives des investisseurs.

## Missions et objectifs
L’ANAPI a pour mission principale de,,,,, :
- Promouvoir l’investissement en mettant en avant les opportunités économiques de la RDC auprès des investisseurs nationaux et étrangers.
- Améliorer le climat des affaires en participant activement aux réformes visant à simplifier les procédures administratives et à renforcer la sécurité juridique des investissements.
- Accompagner les investisseurs en leur fournissant un appui technique et administratif tout au long du processus d’implantation de leurs projets.
- Évaluer et proposer des réformes pour favoriser un environnement plus compétitif et attractif pour les investisseurs.

## Organisation et structure
L’ANAPI est dirigée par un Directeur Général nommé par le Président de la République et placé sous la tutelle du Ministère du Plan. L’agence est organisée en plusieurs départements spécialisés, notamment, :
- Le département de la promotion des investissements, chargé de mettre en œuvre des stratégies de communication et de marketing pour attirer des investisseurs.
- Le département de l’amélioration du climat des affaires, qui travaille en collaboration avec les institutions publiques et privées pour identifier et lever les obstacles à l’investissement.
- Le département de l’accompagnement des investisseurs, qui facilite l’établissement des entreprises et la mise en œuvre de leurs projets en RDC.

## Services offerts
L’ANAPI offre une gamme de services destinés à simplifier l’implantation et le développement des entreprises en RDC,,,,. Parmi ces services figurent :
- L’accompagnement administratif et juridique : assistance dans l’obtention des autorisations et permis nécessaires à l’implantation des entreprises.
- La mise en relation avec les acteurs économiques : facilitation des contacts entre investisseurs et partenaires locaux.
- L’appui dans l’accès aux incitations fiscales et douanières : conseils sur les régimes d’exonération applicables aux nouveaux investissements.
- La publication d’études et d’analyses sectorielles : diffusion d’informations stratégiques sur les opportunités d’investissement dans divers secteurs.

## Impact et réalisations
Depuis sa création, l’ANAPI a joué un rôle déterminant dans l’amélioration de l’environnement des affaires en RDC. Ses actions ont contribué à :
- L’adoption de réformes facilitant la création d’entreprise, la fiscalité et les transactions transfrontalières.
- L’augmentation du volume des investissements directs étrangers (IDE) dans des secteurs stratégiques tels que l’exploitation minière, l’agriculture, les infrastructures et l’énergie.
- La promotion de la RDC lors de forums et salons internationaux dédiés à l’investissement.

## Défis et perspectives
Malgré ses avancées, l’ANAPI fait face à plusieurs défis majeurs, notamment, :
- L’amélioration de l’image du pays à l’international, souvent perçue comme un environnement risqué pour les affaires.
- La simplification des procédures administratives qui demeurent complexes et parfois dissuasives pour les investisseurs.
- La lutte contre la corruption qui représente un frein significatif à l’attraction des capitaux étrangers.

Dans les années à venir, l’ANAPI ambitionne de renforcer son rôle en accélérant les réformes structurelles, en développant des partenariats stratégiques et en diversifiant les secteurs d’investissement pour assurer une croissance économique inclusive et durable.